# Dongfeng (missile)
Pour les articles homonymes, voir Dongfeng.

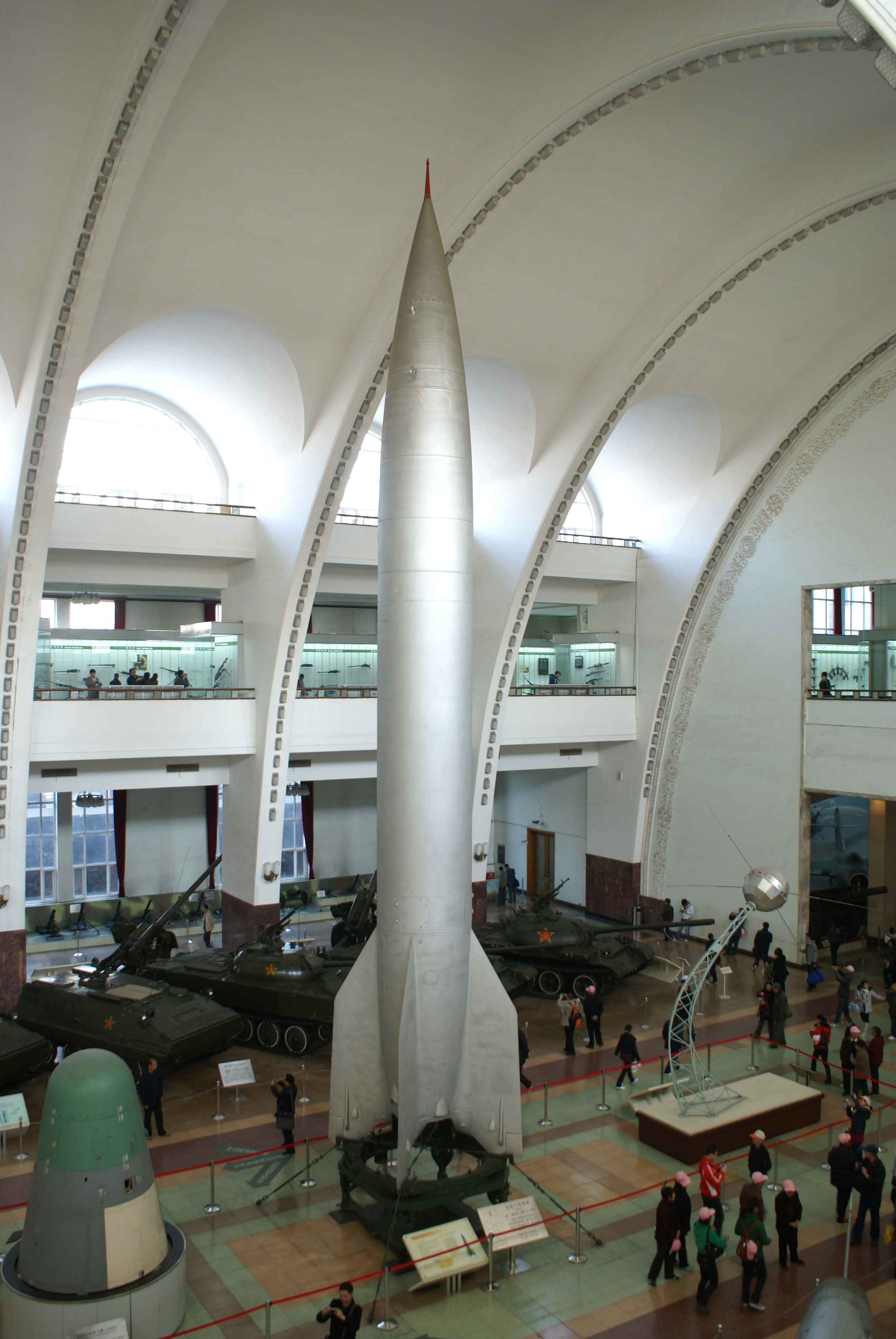
Dongfeng 1.

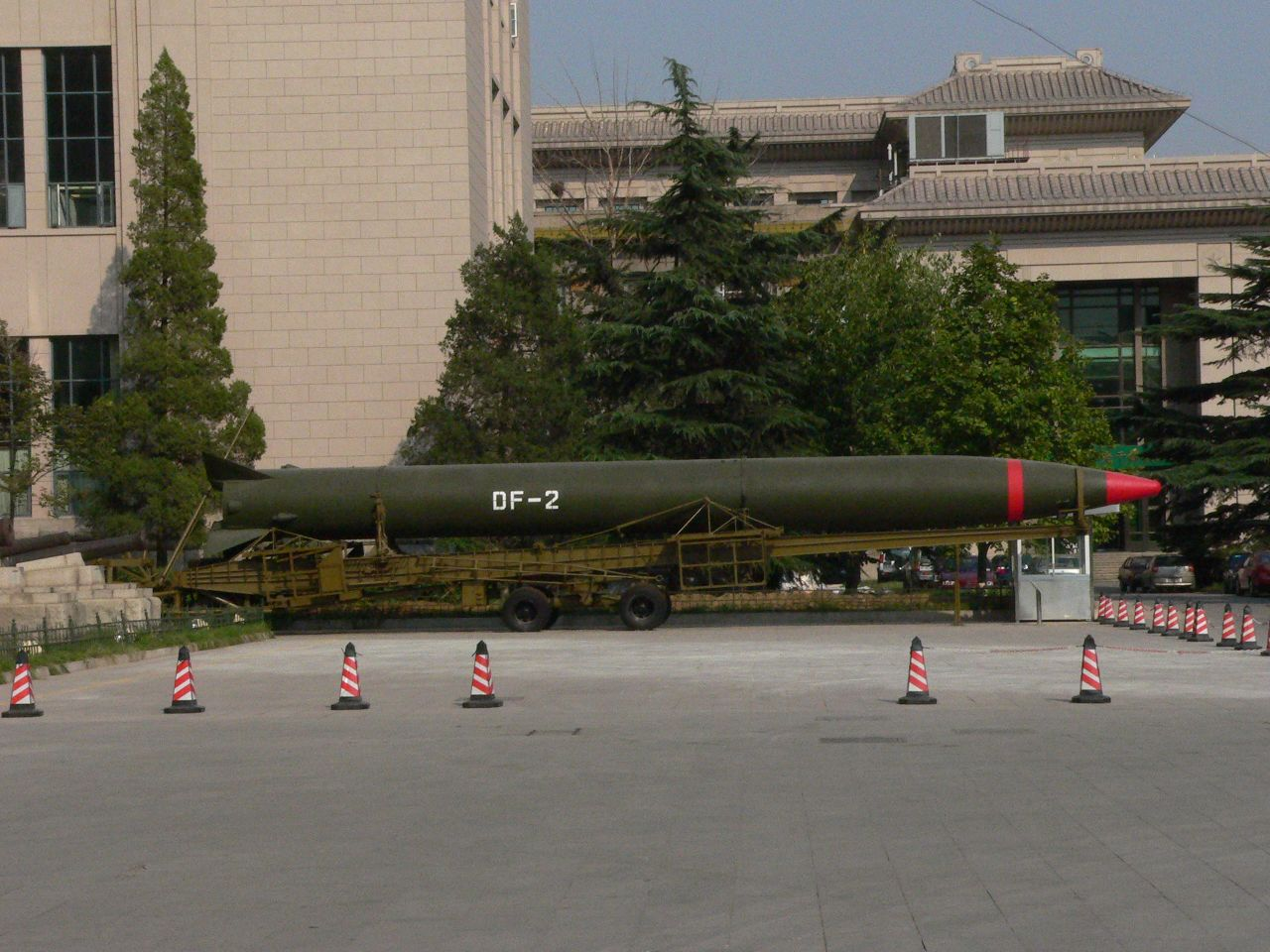
Un missile Dongfeng 2 exposé au musée militaire de la République populaire de Chine.

Les missiles Dongfeng ou Dong Feng (en chinois 东风导弹, lit. « Vent oriental ») sont une série de missiles balistiques intermédiaires et intercontinentaux construits par la république populaire de Chine pour son arsenal nucléaire.

## Missiles
- Dongfeng 1 (SS-2)
- Dongfeng 2 (CSS-1)
- Dongfeng 3 (CSS-2)
- Dongfeng 4 (CSS-3)
- Dongfeng 5 (CSS-4)
- Dongfeng 11 (CSS-7)
- Dongfeng 15 (CSS-6)
- Dongfeng 16
- Dongfeng 21 (CSS-5)
- Dongfeng 25
- Dongfeng 31 (CSS-10)
- Dongfeng 41 (CSS-X-10)